# Enrico Rosati
Enrico Rosati   (Roma, 9 de juny de 1874 - Manhattan, 13 d'octubre de 1963) va ser un professor de cant italià.
Rosati va ser un famós professor de bel canto. A l'"Accademia di Santa Cecilia" va tenir entre d'altres alumnes a Beniamino Gigli i Giacomo Lauri-Volpi. Més tard va anar als EUA i va estar a Nova York, on per exemple va ser professor de Frances James, Karin Branzell, George London i Mario Lanza. Va ensenyar aquest últim durant diversos mesos el 1946 en preparació per a una interpretació del Rèquiem de Verdi amb Arturo Toscanini, en la qual finalment Lanza no va participar.